# Skawina
Skawina (udtale:[skaˈvʲina]) er en by og en kommune i det sydøstlige Polen. Den ligger ved floden Skawinka i voivodskabet Lillepolen (Województwo małopolskie) og har 24.177(2021) indbyggere, og et areal på 	20,5 km². Den er en del af powiat Kraków.

## Geografi
Skawina ligger ca. 15 km sydvest for Kraków, ved den lille flod Skawinka, som har sit udspring i de nærliggende i det nærliggende Beskiderne og videre gennem Krakow-bydelen Tyniec, løber ud i Wisła efter Tyniec Abbey.
Byen ligger hvor de gamle handelsruter fra Oświęcim til saltbyen Wieliczka og fra Kraków til Myślenice krydser hinanden, og fører videre til Bøhmen og Ungarn.

## Historie
Byen blev grundlagt af kong Kasimir den Store, som gav byen Magdeburg bycharter i 1364. Byen blev grundlagt kort efter at have givet afkald på polske krav på Schlesien, hvis grænse på det tidspunkt løb langs Skawinka-floden. Toldstation og kroer må allerede have eksisteret ved krydset. Den store rektangulære markedsplads, hvor der siden har været afholdt et ugentligt marked om torsdagen, stammer fra dengang det blev grundlagt. Byen havde også en bymur. I 1494 blev Hertugdømmet Zator på venstre bred af Skawinka solgt til Polen, og floden mistede sin grænsestatus.